# Commission fédérale de la poste
La Commission fédérale de la poste (PostCom ; en allemand Eidgenössische Postkommission, en italien Commissione federale delle poste) est une autorité indépendante, chargée de la surveillance de la Poste suisse. Elle est rattachée administrativement au Département fédéral de l'environnement, des transports, de l'énergie et de la communication (DETEC).

## Histoire

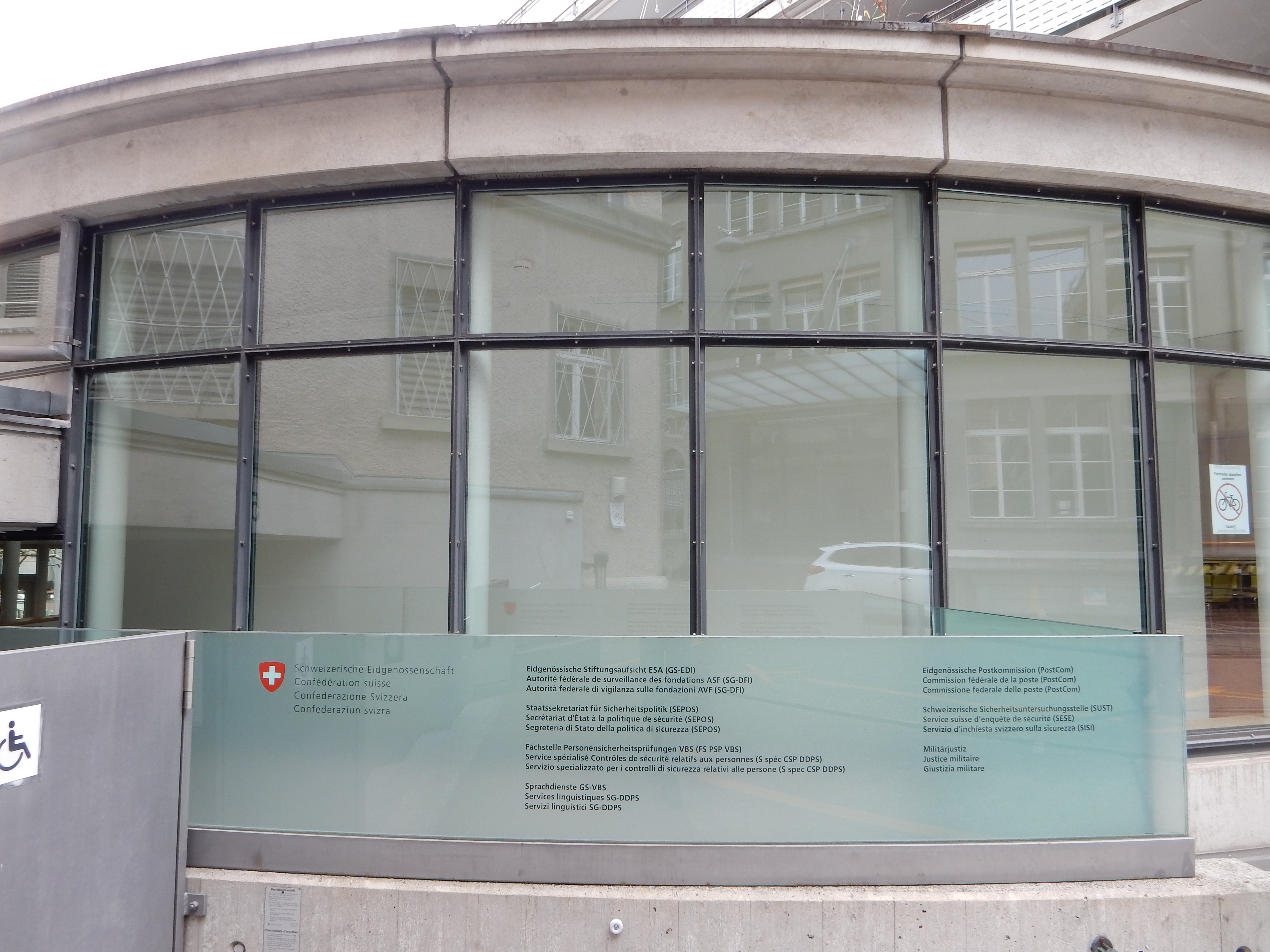
Entrée de la Commission fédérale de la poste à Berne, Monbijoustrasse 51A

Elle est créée par la loi sur la poste le 1er octobre 2012, remplaçant PostReg comme autorité de régulation du marché postal suisse,.
En 2020, elle demande une redéfinition de son mandat en raison du changement dans le mandat universel de la Poste suisse (particulièrement dans l'envoi de colis) et de l'augmentation du nombre de prestataires privés (notamment les livraisons à domicile).

## Structure et mandat
Elle est composée de sept membres, nommés par le Conseil fédéral. Elle est chargée de l'évaluation du service universel de la Poste en Suisse. En 2020, le Tages-Anzeiger compare la PostCom à la « Finma de la Poste ».

## Présidence
La présidence est assurée par les personnes suivantes :
- 2012-2019 : Hans Hollenstein[5],[6]
- 2020-janvier 2021 : Géraldine Savary[6],[7]
- depuis février 2021 : Anne Seydoux-Christe[8]

### Bases légales
- Loi sur la poste (LPO) du 17 décembre 2010 (état le 1er octobre 2012), RS 783.0, art. 20 et suivants.
- Règlement interne de la Commission de la poste du 11 octobre 2012 (état le 15 janvier 2013), RS 783.024.